# Preliminariile Campionatului European de Fotbal 2012
Preliminariile Campionatului European de Fotbal 2012 au avut loc între 11 august 2010 și 11 octombrie 2011 pentru a determina echipele care se califică la Campionatul European de Fotbal 2012, care va avea loc în Polonia și Ucraina. Barajele de calificare pentru echipele clasate pe locul doi au avut loc pe 11 noiembrie (turul) și 15 noiembrie 2011 (returul). Tragerea la sorți pentru rundele de calificare a avut loc în Sala Congresului din Palatul Culturii și Științei din Varșovia.

## Țări calificate
Următoarele echipe s-au calificat la turneul final:
| Țara          | Calificată ca        | Data calificării  | Prezențe în trecut                                              |
| ------------- | -------------------- | ----------------- | --------------------------------------------------------------- |
| Polonia       | Gazdă                | 18 aprilie 2007   | 1 (2008)                                                        |
| Ucraina       | Gazdă                | 18 aprilie 2007   | 0 (prima prezență)                                              |
| Germania      | Câștigătoare Grupa A | 7 iunie 2011      | 10 (1972, 1976, 1980, 1984, 1988, 1992, 1996, 2000, 2004, 2008) |
| Italia        | Câștigătoare Grupa C | 6 septembrie 2011 | 7 (1968, 1980, 1988, 1996, 2000, 2004, 2008)                    |
| Spania        | Câștigătoare Grupa I | 6 septembrie 2011 | 8 (1964, 1980, 1984, 1988, 1996, 2000, 2004, 2008)              |
| Țările de Jos | Câștigătoare Grupa E | 7 octombrie 2011  | 8 (1976, 1980, 1988, 1992, 1996, 2000, 2004, 2008)              |
| Anglia        | Câștigătoare Grupa G | 7 octombrie 2011  | 7 (1968, 1980, 1988, 1992, 1996, 2000, 2004)                    |
| Rusia         | Câștigătoare Grupa B | 11 octombrie 2011 | 9 (1960, 1964, 1968, 1972, 1988, 1992, 1996, 2004, 2008)        |
| Franța        | Câștigătoare Grupa D | 11 octombrie 2011 | 7 (1960, 1984, 1992, 1996, 2000, 2004, 2008)                    |
| Grecia        | Câștigătoare Grupa F | 11 octombrie 2011 | 3 (1980, 2004, 2008)                                            |
| Danemarca     | Câștigătoare Grupa H | 11 octombrie 2011 | 8 (1960, 1964, 1984, 1988, 1992, 1996, 2000, 2004)              |
| Suedia        | Cel mai bun loc 2    | 11 octombrie 2011 | 4 (1992, 2000, 2004, 2008)                                      |
| Croația       | Câștigătoare baraj   | 15 noiembrie 2011 | 3 (1996, 2004, 2008)                                            |
| Irlanda       | Câștigătoare baraj   | 15 noiembrie 2011 | 1 (1988)                                                        |
| Cehia         | Câștigătoare baraj   | 15 noiembrie 2011 | 7 (1960, 1976, 1980, 1996, 1992, 1996, 2000, 2004)              |
| Portugalia    | Câștigătoare baraj   | 15 noiembrie 2011 | 5 (1984, 1996, 2000, 2004, 2008)                                |

- ^1 Anii îngroșați reprezintă titlurile câștigate
- ^2 drept Germania de Vest
- ^3 drept Uniunea Sovietică
- ^4 drept CSI
- ^5 drept Cehoslovacia

## Tragerea la sorți
Echipele au fost plasate în urne după clasamentul coeficienții echipelor naționale UEFA la finalul anului 2009. Cele 51 de participante au fost puse în 6 urne.
| Urna 1 | Urna 1                          | Urna 1 |
| Locul  | Echipa                          | Coef   |
| ------ | ------------------------------- | ------ |
| 1      | Spania (deținătoarea trofeului) | 39.964 |
| 2      | Germania                        | 38.294 |
| 3      | Țările de Jos                   | 37.821 |
| 4      | Italia                          | 35.838 |
| 5      | Anglia                          | 34,819 |
| 6      | Croația                         | 33.677 |
| 7      | Portugalia                      | 33.226 |
| 8      | Franța                          | 32.551 |
| 9      | Rusia                           | 32.477 |

| Urna 2 | Urna 2    | Urna 2 |
| Locul  | Echipa    | Coef   |
| ------ | --------- | ------ |
| 10     | Grecia    | 31.268 |
| 11     | Cehia     | 30.871 |
| 12     | Suedia    | 30.695 |
| 13     | Elveția   | 30.395 |
| 14     | Serbia    | 29.811 |
| 15     | Turcia    | 29,447 |
| 16     | Danemarca | 29.222 |
| 17     | Slovacia  | 28.228 |
| 18     | România   | 28.145 |

| Urna 3 | Urna 3                | Urna 3 |
| Locul  | Echipa                | Coef   |
| ------ | --------------------- | ------ |
| 19     | Israel                | 28.052 |
| 20     | Bulgaria              | 27.198 |
| 21     | Finlanda              | 26.827 |
| 22     | Norvegia              | 26.210 |
| 23     | Republica Irlanda     | 25.971 |
| 24     | Scoția                | 25.646 |
| 25     | Irlanda de Nord       | 24.518 |
| 26     | Austria               | 24.381 |
| 27     | Bosnia și Herțegovina | 24.365 |

| Urna 4 | Urna 4            | Urna 4 |
| Locul  | Echipa            | Coef   |
| ------ | ----------------- | ------ |
| 28     | Slovenia          | 24.221 |
| 29     | Letonia           | 23.303 |
| 30     | Ungaria           | 23.048 |
| 31     | Lituania          | 22.071 |
| 32     | Belarus           | 21.515 |
| 33     | Belgia            | 21.426 |
| 34     | Țara Galilor      | 21.274 |
| 35     | Macedonia de Nord | 19.409 |
| 36     | Cipru             | 18.791 |

| Urna 5 | Urna 5            | Urna 5 |
| Locul  | Echipa            | Coef   |
| ------ | ----------------- | ------ |
| 37     | Muntenegru        | 18.751 |
| 38     | Albania           | 18.319 |
| 39     | Estonia           | 17.792 |
| 40     | Georgia           | 15.819 |
| 41     | Republica Moldova | 15.734 |
| 42     | Islanda           | 15.404 |
| 43     | Armenia           | 15.164 |
| 44     | Kazahstan         | 14.730 |
| 45     | Liechtenstein     | 13.581 |

| Urna 6 | Urna 6         | Urna 6 |
| Locul  | Echipa         | Coef   |
| ------ | -------------- | ------ |
| 46     | Azerbaidjan    | 13.500 |
| 47     | Luxemburg      | 11.872 |
| 48     | Malta          | 11.517 |
| 49     | Insulele Feroe | 10.620 |
| 50     | Andorra        | 9.197  |
| 51     | San Marino     | 7.783  |

Note
- Gazdele Ucraina și Polonia, care s-au calificat automat, au fost clasate pe locul 19 (28.133) și 23 (26.620) respectiv.

Înainte de tragerea la sorți UEFA a confirmat că, din motive politice Armenia nu va juca cu Azerbaidjan (din cauza litigiului privind teritoriul Nagorno-Karabah), iar Georgia nu va juca cu Rusia (din cauza litigiului privind teritoriul Osetia de Sud). Armenia și Azerbaidjan au fost trase împreună în timpul ceremoniei în Grupa A forțând UEFA să trimită Armenia în Grupa B, deoarece Azerbaidjan a refuzat să joace în Armenia în timpul Preliminariilor Campionatului European de Fotbal 2008.

## Egalitate de puncte
La fel ca la celelalte preliminarii din 2008: Dacă două sau mai multe echipe sunt la egalitate de puncte la terminarea calificărilor, următoarele criterii sunt aplicate pentru a determina clasamentul.
1. Număr mai mare de puncte obținute în meciurile din grupă între echipele în cauză
2. Golaverajul superior în meciurile din grupă între echipele în cauză
3. Număr mai mare de goluri marcate în meciurile din grupă între echipele în cauză
4. Număr mai mare de goluri marcate în meciurile din grupă jucate în deplasare între echipele în cauză
5. Dacă, după aplicarea criteriilor de la 1) la 4) pentru mai multe echipe, două sau mai multe echipe sunt la egalitate încă, criteriile de la 1) la 4) se vor reaplica pentru a determina clasamentul acestor echipe. Dacă această procedură nu conduce la o decizie, se vor aplica criteriile 6) și 7).
6. Rezultatele tuturor meciurilor din grupă:
  1. Golaveraj superior
  2. Număr mai mare de goluri marcate
  3. Număr mai mare de goluri marcate în deplasare
  4. Conduită Fair play
7. Tragerea la sorți

## Calificare în faza grupelor
Următoarele 18 date au fost rezervate pentru meciurile din grupă în calificări
- 3–4 și 7 septembrie 2010
- 8–9 și 12 octombrie 2010
- 25–26 și 29 martie 2011
- 3–4 și 7 iunie 2011
- 2–3 și 6 septembrie 2011
- 7–8 și 11 octombrie 2011

Pentru prima dată, serile de marți le-au înlocuit pe cele de miercuri pentru meciurile din mijlocul săptămânii în cazul în care două zile de meci au avut loc în aceeași săptămână. Acest lucru a fost făcut pentru a le da jucătorilor o zi în plus pentru a se reîntoarce la cluburile unde joacă. În consecință, echipelor le-a fost permis să mute meciul din week-end vineri seara.
| Legendă                                                                                 |
| --------------------------------------------------------------------------------------- |
| Câștigătorii grupelor cea mai bine clasată echipă de pe locul doi s-au calificat direct |
| Restul de opt echipe de pe locul doi au avansat înplay-off-uri                          |

### Grupa A
| Echipa      | MJ | V  | E | Î | GM | GP | DG  | Pct |
| ----------- | -- | -- | - | - | -- | -- | --- | --- |
| Germania    | 10 | 10 | 0 | 0 | 34 | 7  | +27 | 30  |
| Turcia      | 10 | 5  | 2 | 3 | 13 | 11 | +2  | 17  |
| Belgia      | 10 | 4  | 3 | 3 | 21 | 15 | +6  | 15  |
| Austria     | 10 | 3  | 3 | 4 | 16 | 17 | −1  | 12  |
| Azerbaidjan | 10 | 2  | 1 | 7 | 10 | 26 | −16 | 7   |
| Kazahstan   | 10 | 1  | 1 | 8 | 6  | 24 | −18 | 4   |

|             | Austria | Azerbaidjan | Belgia | Germania | Kazahstan | Turcia |
| ----------- | ------- | ----------- | ------ | -------- | --------- | ------ |
| Austria     | —       | 3–0         | 0–2    | 1–2      | 2–0       | 0–0    |
| Azerbaidjan | 1–4     | —           | 1–1    | 1–3      | 3–2       | 1–0    |
| Belgia      | 4–4     | 4–1         | —      | 0–1      | 4–1       | 1–1    |
| Germania    | 6–2     | 6–1         | 3–1    | —        | 4–0       | 3–0    |
| Kazahstan   | 0–0     | 2–1         | 0–2    | 0–3      | —         | 0–3    |
| Turcia      | 2–0     | 1–0         | 3–2    | 1–3      | 2–1       | —      |

### Grupa B
| Echipa            | MJ | V | E | Î  | GM | GP | DG  | Pct |
| ----------------- | -- | - | - | -- | -- | -- | --- | --- |
| Rusia             | 10 | 7 | 2 | 1  | 17 | 4  | +13 | 23  |
| Republica Irlanda | 10 | 6 | 3 | 1  | 15 | 7  | +8  | 21  |
| Armenia           | 10 | 5 | 2 | 3  | 22 | 10 | +12 | 17  |
| Slovacia          | 10 | 4 | 3 | 3  | 7  | 10 | −3  | 15  |
| Macedonia de Nord | 10 | 2 | 2 | 6  | 8  | 14 | −6  | 8   |
| Andorra           | 10 | 0 | 0 | 10 | 1  | 25 | −24 | 0   |

|                   | Andorra | Armenia | Macedonia de Nord | Republica Irlanda | Rusia | Slovacia |
| ----------------- | ------- | ------- | ----------------- | ----------------- | ----- | -------- |
| Andorra           | —       | 0–3     | 0–2               | 0–2               | 0–2   | 0–1      |
| Armenia           | 4–0     | —       | 4–1               | 0–1               | 0–0   | 3–1      |
| Macedonia de Nord | 1–0     | 2–2     | —                 | 0–2               | 0–1   | 1–1      |
| Republica Irlanda | 3–1     | 2–1     | 2–1               | —                 | 2–3   | 0–0      |
| Rusia             | 6–0     | 3–1     | 1–0               | 0–0               | —     | 0–1      |
| Slovacia          | 1–0     | 0–4     | 1–0               | 1–1               | 0–1   | —        |

### Grupa C
| Echipa          | MJ | V | E | Î | GM | GP | DG  | Pct |
| --------------- | -- | - | - | - | -- | -- | --- | --- |
| Italia          | 10 | 8 | 2 | 0 | 20 | 2  | +18 | 26  |
| Estonia         | 10 | 5 | 1 | 4 | 15 | 14 | +1  | 16  |
| Serbia          | 10 | 4 | 3 | 3 | 13 | 12 | +1  | 15  |
| Slovenia        | 10 | 4 | 2 | 4 | 11 | 7  | +4  | 14  |
| Irlanda de Nord | 10 | 2 | 3 | 5 | 9  | 13 | −4  | 9   |
| Insulele Feroe  | 10 | 1 | 1 | 8 | 6  | 26 | −20 | 4   |

|                 | Estonia | Insulele Feroe | Italia | Irlanda de Nord | Serbia | Slovenia |
| --------------- | ------- | -------------- | ------ | --------------- | ------ | -------- |
| Estonia         | —       | 2–1            | 1–2    | 4–1             | 1–1    | 0–1      |
| Insulele Feroe  | 2–0     | —              | 0–1    | 1–1             | 0–3    | 0–2      |
| Italia          | 3–0     | 5–0            | —      | 3–0             | 3–0*   | 1–0      |
| Irlanda de Nord | 1–2     | 4–0            | 0–0    | —               | 0–1    | 0–0      |
| Serbia          | 1–3     | 3–1            | 1–1    | 2–1             | —      | 1–1      |
| Slovenia        | 1–2     | 5–1            | 0–1    | 0–1             | 1–0    | —        |

*Meciul dintre Italia și Serbia a fost întrerupt după șase minute din cauza unei revolte a fanilor sârbi. Corpul de Control și Disciplină al UEFA a decis ca meciul să fie câștigat de Italia cu scorul de 3-0 la masa verde.

### Grupa D
| Echipa                | MJ | V | E | Î | GM | GP | DG  | Pct |
| --------------------- | -- | - | - | - | -- | -- | --- | --- |
| Franța                | 10 | 6 | 3 | 1 | 15 | 4  | +11 | 21  |
| Bosnia și Herțegovina | 10 | 6 | 2 | 2 | 17 | 8  | +9  | 20  |
| România               | 10 | 3 | 5 | 2 | 13 | 9  | +4  | 14  |
| Belarus               | 10 | 3 | 4 | 3 | 8  | 7  | +1  | 13  |
| Albania               | 10 | 2 | 3 | 5 | 7  | 14 | −7  | 9   |
| Luxemburg             | 10 | 1 | 1 | 8 | 3  | 21 | −18 | 4   |

|                       | Albania | Belarus | Bosnia și Herțegovina | Franța | Luxemburg | România |
| --------------------- | ------- | ------- | --------------------- | ------ | --------- | ------- |
| Albania               | —       | 1–0     | 1–1                   | 1–2    | 1–0       | 1–1     |
| Belarus               | 2–0     | —       | 0–2                   | 1–1    | 2–0       | 0–0     |
| Bosnia și Herțegovina | 2–0     | 1–0     | —                     | 0–2    | 5–0       | 2–1     |
| Franța                | 3–0     | 0–1     | 1–1                   | —      | 2–0       | 2–0     |
| Luxemburg             | 2–1     | 0–0     | 0–3                   | 0–2    | —         | 0–2     |
| România               | 1–1     | 2–2     | 3–0                   | 0–0    | 3–1       | —       |

### Grupa E
| Echipa            | MJ | V | E | Î  | GM | GP | DG  | Pct |
| ----------------- | -- | - | - | -- | -- | -- | --- | --- |
| Țările de Jos     | 10 | 9 | 0 | 1  | 37 | 8  | +29 | 27  |
| Suedia            | 10 | 8 | 0 | 2  | 31 | 11 | +20 | 24  |
| Ungaria           | 10 | 6 | 1 | 3  | 22 | 14 | +8  | 19  |
| Finlanda          | 10 | 3 | 1 | 6  | 16 | 16 | 0   | 10  |
| Republica Moldova | 10 | 3 | 0 | 7  | 12 | 16 | −4  | 9   |
| San Marino        | 10 | 0 | 0 | 10 | 0  | 53 | −53 | 0   |

|                   | Finlanda | Ungaria | Republica Moldova | Țările de Jos | San Marino | Suedia |
| ----------------- | -------- | ------- | ----------------- | ------------- | ---------- | ------ |
| Finlanda          | —        | 1–2     | 4–1               | 0–2           | 8–0        | 1–2    |
| Ungaria           | 0–0      | —       | 2–1               | 0–4           | 8–0        | 2–1    |
| Republica Moldova | 2–0      | 0–2     | —                 | 0–1           | 4–0        | 1–4    |
| Țările de Jos     | 2–1      | 5–3     | 1–0               | —             | 11–0       | 4–1    |
| San Marino        | 0–1      | 0–3     | 0–2               | 0–5           | —          | 0–5    |
| Suedia            | 5–0      | 2–0     | 2–1               | 3–2           | 6–0        | —      |

### Grupa F
| Echipa  | MJ | V | E | Î | GM | GP | DG  | Pct |
| ------- | -- | - | - | - | -- | -- | --- | --- |
| Grecia  | 10 | 7 | 3 | 0 | 14 | 5  | +9  | 24  |
| Croația | 10 | 7 | 1 | 2 | 18 | 7  | +11 | 22  |
| Israel  | 10 | 5 | 1 | 4 | 13 | 11 | +2  | 16  |
| Letonia | 10 | 3 | 2 | 5 | 9  | 12 | −3  | 11  |
| Georgia | 10 | 2 | 4 | 4 | 7  | 9  | −2  | 10  |
| Malta   | 10 | 0 | 1 | 9 | 4  | 21 | −17 | 1   |

|         | Croația | Georgia | Grecia | Israel | Letonia | Malta |
| ------- | ------- | ------- | ------ | ------ | ------- | ----- |
| Croația | —       | 2–1     | 0–0    | 3–1    | 2–0     | 3–0   |
| Georgia | 1–0     | —       | 1–2    | 0–0    | 0–1     | 1–0   |
| Grecia  | 2–0     | 1–1     | —      | 2–1    | 1–0     | 3–1   |
| Israel  | 1–2     | 1–0     | 0–1    | —      | 2–1     | 3–1   |
| Letonia | 0–3     | 1–1     | 1–1    | 1–2    | —       | 2–0   |
| Malta   | 1–3     | 1–1     | 0–1    | 0–2    | 0–2     | —     |

### Grupa G
| Echipa       | MJ | V | E | Î | GM | GP | DG  | Pct |
| ------------ | -- | - | - | - | -- | -- | --- | --- |
| Anglia       | 8  | 5 | 3 | 0 | 17 | 5  | +12 | 18  |
| Muntenegru   | 8  | 3 | 3 | 2 | 7  | 7  | 0   | 12  |
| Elveția      | 8  | 3 | 2 | 3 | 12 | 10 | +2  | 11  |
| Țara Galilor | 8  | 3 | 0 | 5 | 6  | 10 | −4  | 9   |
| Bulgaria     | 8  | 1 | 2 | 5 | 3  | 13 | −10 | 5   |

|              | Bulgaria | Anglia | Muntenegru | Elveția | Țara Galilor |
| ------------ | -------- | ------ | ---------- | ------- | ------------ |
| Bulgaria     | —        | 0–3    | 0–1        | 0–0     | 0–1          |
| Anglia       | 4–0      | —      | 0–0        | 2–2     | 1–0          |
| Muntenegru   | 1–1      | 2–2    | —          | 1–0     | 1–0          |
| Elveția      | 3–1      | 1–3    | 2–0        | —       | 4–1          |
| Țara Galilor | 0–1      | 0–2    | 2–1        | 2–0     | —            |

### Grupa H
| Echipa     | MJ | V | E | Î | GM | GP | DG  | Pct |
| ---------- | -- | - | - | - | -- | -- | --- | --- |
| Danemarca  | 8  | 6 | 1 | 1 | 15 | 6  | +9  | 19  |
| Portugalia | 8  | 5 | 1 | 2 | 21 | 12 | +9  | 16  |
| Norvegia   | 8  | 5 | 1 | 2 | 10 | 7  | +3  | 16  |
| Islanda    | 8  | 1 | 1 | 6 | 6  | 14 | −8  | 4   |
| Cipru      | 8  | 0 | 2 | 6 | 7  | 20 | −13 | 2   |

|            | Cipru | Danemarca | Islanda | Norvegia | Portugalia |
| ---------- | ----- | --------- | ------- | -------- | ---------- |
| Cipru      | —     | 1–4       | 0–0     | 1–2      | 0–4        |
| Danemarca  | 2–0   | —         | 1–0     | 2–0      | 2–1        |
| Islanda    | 1–0   | 0–2       | —       | 1–2      | 1–3        |
| Norvegia   | 3–1   | 1–1       | 1–0     | —        | 1–0        |
| Portugalia | 4–4   | 3–1       | 5–3     | 1–0      | —          |

### Grupa I
| Echipa        | MJ | V | E | Î | GM | GP | DG  | Pct |
| ------------- | -- | - | - | - | -- | -- | --- | --- |
| Spania        | 8  | 8 | 0 | 0 | 26 | 6  | +20 | 24  |
| Cehia         | 8  | 4 | 1 | 3 | 12 | 8  | +4  | 13  |
| Scoția        | 8  | 3 | 2 | 3 | 9  | 10 | −1  | 11  |
| Lituania      | 8  | 1 | 2 | 5 | 4  | 13 | −9  | 5   |
| Liechtenstein | 8  | 1 | 1 | 6 | 3  | 17 | −14 | 4   |

|               | Cehia | Liechtenstein | Lituania | Scoția | Spania |
| ------------- | ----- | ------------- | -------- | ------ | ------ |
| Cehia         | —     | 2–0           | 0–1      | 1–0    | 0–2    |
| Liechtenstein | 0–2   | —             | 2–0      | 0–1    | 0–4    |
| Lituania      | 1–4   | 0–0           | —        | 0–0    | 1–3    |
| Scoția        | 2–2   | 2–1           | 1–0      | —      | 2–3    |
| Spania        | 2–1   | 6–0           | 3–1      | 3–1    | —      |

### Clasamentul echipelor de pe locul doi
Cea mai bine clasată echipă de pe locul doi din grupe s-a calificat automat la turneul final, în timp ce cele rămase au intrat în play-off. În timp ce unele grupe conțineau șase echipe, iar unele cinci, meciurile echipelor clasate pe locul șase nu au fost incluse în acest clasament.
Egalitate de puncte

Dacă două sau mai multe echipe erau la egalitate de puncte la terminarea calificărilor, următoarele criterii erau aplicate pentru a determina clasamentul:
1. Golaveraj superior de la acele meciuri
2. Număr mai mare de goluri marcate în aceste meciuri
3. Număr mai mare de goluri marcate în deplasare în aceste meciuri
4. Poziția în clasamentul UEFA
5. Clasamentul Fair play în aceste meciuri
6. Tragerea la sorți

Clasamentul final
| Grupa | Echipa                | MJ | V | E | Î | GM | GP | DG | GD | Pct |
| ----- | --------------------- | -- | - | - | - | -- | -- | -- | -- | --- |
| E     | Suedia                | 8  | 6 | 0 | 2 | 20 | 11 | +9 | 8  | 18  |
| H     | Portugalia            | 8  | 5 | 1 | 2 | 21 | 12 | +9 | 8  | 16  |
| F     | Croația               | 8  | 5 | 1 | 2 | 12 | 6  | +6 | 5  | 16  |
| B     | Republica Irlanda     | 8  | 4 | 3 | 1 | 10 | 6  | +4 | 4  | 15  |
| D     | Bosnia și Herțegovina | 8  | 4 | 2 | 2 | 9  | 8  | +1 | 4  | 14  |
| I     | Cehia                 | 8  | 4 | 1 | 3 | 12 | 8  | +4 | 9  | 13  |
| C     | Estonia               | 8  | 4 | 1 | 3 | 13 | 11 | +2 | 7  | 13  |
| G     | Muntenegru            | 8  | 3 | 3 | 2 | 7  | 7  | 0  | 2  | 12  |
| A     | Turcia                | 8  | 3 | 2 | 3 | 8  | 10 | −2 | 1  | 11  |

| Legend                                |
| ------------------------------------- |
| Calificate la turneul final           |
| Avansate în play-off-ul de calificare |

## Play-off-ul de calificare
Meciurile play-off s-au jucat în două manșe, prima manșă pe 11 noiembrie, iar cea de-a doua pe 15 noiembrie 2011.

### Tragerea la sorți

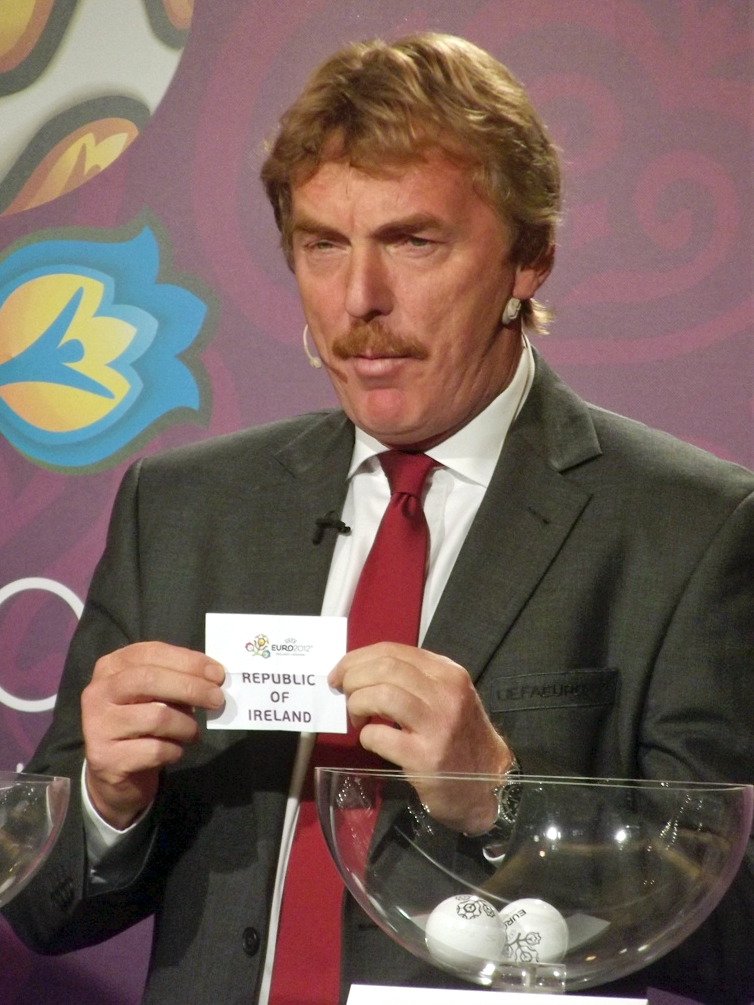
Zbigniew Boniek în timpul tragerii la sorți

Tragerea pentru play-off a avut loc pe 13 octombrie 2011 în Cracovia, Polonia, pentru a determina cele patru perechi de asemenea și ordinea meciurilor acasă și deplasare.
| Urna 1 (seeded)   | Urna 1 (seeded) | Urna 1 (seeded) |
| Echipa            | Coef            | Locul           |
| ----------------- | --------------- | --------------- |
| Croația           | 32.723          | 7               |
| Portugalia        | 31.202          | 11              |
| Republica Irlanda | 28.203          | 13              |
| Cehia             | 27.982          | 15              |

| Urna 2 (unseeded)     | Urna 2 (unseeded) | Urna 2 (unseeded) |
| Echipa                | Coef              | Locul             |
| --------------------- | ----------------- | ----------------- |
| Turcia                | 27.601            | 18                |
| Bosnia și Herțegovina | 27.199            | 19                |
| Muntenegru            | 21.876            | 35                |
| Estonia               | 20.355            | 37                |

### Meciuri
Echipa 1 a jucat acasă primul meci și a fost vizitatoare în al doilea meci.
| Echipa 1              | Scor gen. | Echipa 2          | Tur | Retur |
| --------------------- | --------- | ----------------- | --- | ----- |
| Turcia                | 0–3       | Croația           | 0–3 | 0–0   |
| Estonia               | 1–5       | Republica Irlanda | 0–4 | 1–1   |
| Cehia                 | 3–0       | Muntenegru        | 2–0 | 1–0   |
| Bosnia și Herțegovina | 2–6       | Portugalia        | 0–0 | 2–6   |

## Marcatori
S-au marcat 636 de goluri de 339 de jucători diferiți și 17 autogoluri.  În această listă au fost incluși cei mai buni 15 marcatori sau cei aflați la egalitate în top 15.
12 goluri
- Klaas-Jan Huntelaar

9 goluri
- Miroslav Klose

7 goluri
| - Cristiano Ronaldo - Mikael Forssell | - Robbie Keane | - David Villa |

6 goluri
| - Henrikh Mkhitaryan - Konstantin Vassiljev - Mario Gómez | - Gergely Rudolf - Antonio Cassano | - Dirk Kuyt - Robin van Persie |

5 goluri
| - Gevorg Ghazaryan - Marvin Ogunjimi - Mesut Özil | - Hélder Postiga - Nani - Adrian Mutu | - Tim Matavž - Zlatan Ibrahimović |  |

## Prezențe la meci
Date de la soccerway.com.
| Echipa gazdă          | Ridicată | Scăzută | Total   | Media  |
| --------------------- | -------- | ------- | ------- | ------ |
| Albania               | 15.600   | 3.000   | 56.646  | 11.329 |
| Andorra               | 1.100    | 550     | 4.110   | 822    |
| Armenia               | 14.403   | 8.500   | 57.903  | 11.581 |
| Austria               | 47.500   | 22.500  | 189.000 | 37.800 |
| Azerbaidjan           | 29.858   | 6.000   | 83.770  | 16.754 |
| Belarus               | 28.500   | 7.000   | 97.854  | 19.571 |
| Belgia                | 44.185   | 24.231  | 174.285 | 34.857 |
| Bosnia și Herțegovina | 28.000   | 9.000   | 74.000  | 14.800 |
| Bulgaria              | 27.230   | 1.672   | 47.972  | 11.993 |
| Croația               | 28.000   | 8.370   | 83.457  | 16.691 |
| Cipru                 | 15.444   | 2.088   | 27.588  | 6.897  |
| Cehia                 | 17.873   | 6.600   | 51.433  | 12.858 |
| Danemarca             | 37.167   | 15.544  | 108.631 | 27.158 |
| Anglia                | 84.459   | 73.426  | 308.464 | 77.116 |
| Estonia               | 8.660    | 5.185   | 33.637  | 6.727  |
| Insulele Feroe        | 5.654    | 974     | 12.111  | 2.422  |
| Finlanda              | 23.257   | 8.192   | 80.617  | 16.123 |
| Franța                | 79.299   | 24.710  | 324.110 | 64.822 |
| Georgia               | 54.500   | 7.824   | 160.746 | 32.149 |
| Germania              | 74.244   | 43.751  | 267.640 | 53.528 |
| Grecia                | 27.200   | 13.520  | 87.195  | 17.439 |
| Ungaria               | 25.169   | 9.209   | 93.091  | 18.618 |
| Islanda               | 9.767    | 5.267   | 28.800  | 7.200  |
| Israel                | 33.421   | 10.801  | 88.403  | 17.681 |
| Italia                | 19.480   | 18.000  | 76.180  | 19.045 |
| Kazahstan             | 18.000   | 8.500   | 63.300  | 12.660 |
| Letonia               | 7.600    | 4.315   | 27.807  | 5.561  |
| Liechtenstein         | 6.100    | 1.886   | 16.177  | 4.044  |
| Lituania              | 9.180    | 3.500   | 21.928  | 5.482  |
| Luxemburg             | 8.052    | 1.857   | 22.180  | 4.436  |
| Macedonia de Nord     | 29.500   | 4.100   | 58.100  | 11.620 |
| Malta                 | 10.605   | 2.614   | 30.624  | 6.125  |
| Republica Moldova     | 10.500   | 6.534   | 48.334  | 9.667  |
| Muntenegru            | 11.500   | 7.442   | 41.032  | 10.258 |
| Țările de Jos         | 51.700   | 25.000  | 204.926 | 40.985 |
| Irlanda de Nord       | 15.200   | 12.604  | 70.335  | 14.067 |
| Norvegia              | 24.828   | 13.490  | 85.234  | 21.309 |
| Portugalia            | 47.829   | 9.100   | 119.761 | 29.940 |
| Republica Irlanda     | 51.650   | 33.200  | 256.029 | 42.915 |
| România               | 49.137   | 8.200   | 113.723 | 22.745 |
| Rusia                 | 49.515   | 18.000  | 164.385 | 32.877 |
| San Marino            | 4.127    | 714     | 10.920  | 2.184  |
| Scoția                | 51.564   | 34.071  | 174.007 | 43.502 |
| Serbia                | 35.000   | 350     | 78.878  | 15.776 |
| Slovacia              | 10.892   | 4.300   | 38.497  | 7.699  |
| Slovenia              | 15.790   | 9.848   | 68.868  | 13.774 |
| Spania                | 27.559   | 15.660  | 76.320  | 19.080 |
| Suedia                | 33.066   | 21.083  | 144.125 | 28.825 |
| Elveția               | 37.500   | 16.880  | 100.377 | 25.094 |
| Turcia                | 49.532   | 32.174  | 213.420 | 42.684 |
| Țara Galilor          | 68.959   | 8.194   | 103.531 | 25.883 |